# Salticus simillimus
Salticus simillimus är en spindelart som beskrevs av Denis 1958. Salticus simillimus ingår i släktet Salticus och familjen hoppspindlar. Inga underarter finns listade i Catalogue of Life.